# Col du Pfaffenschlick
Der Col du Pfaffenschlick ist ein 371 m hoher Bergsattel im südlichen Pfälzerwald im Gebiet der in Frankreich so genannten Nordvogesen in der Nähe der Ortschaft Pfaffenbronn. Der Sattel bildet einen Übergang von der Oberrheinischen Tiefebene zum elsässischen Hochwald.

## Geschichte
Der Ursprung des Namens geht auf das mittelalterliche Pfaffenbronn zurück, das zum Kloster Neubourg gehörte.
Der Pass bildete einen Teil der Maginotlinie und sollte die Straßen nach Climbach sichern. Die dortigen Festungsanlagen wurden 1940 bei einem Luftangriff zerstört.